# Sabelväppling
Sabelväppling (Securigera securidaca) är en ärtväxtart som först beskrevs av Carl von Linné, och fick sitt nu gällande namn av Árpád von Degen och Dorfl.. Sabelväppling ingår i släktet rosenkroniller, och familjen ärtväxter. Inga underarter finns listade i Catalogue of Life.

## Bildgalleri

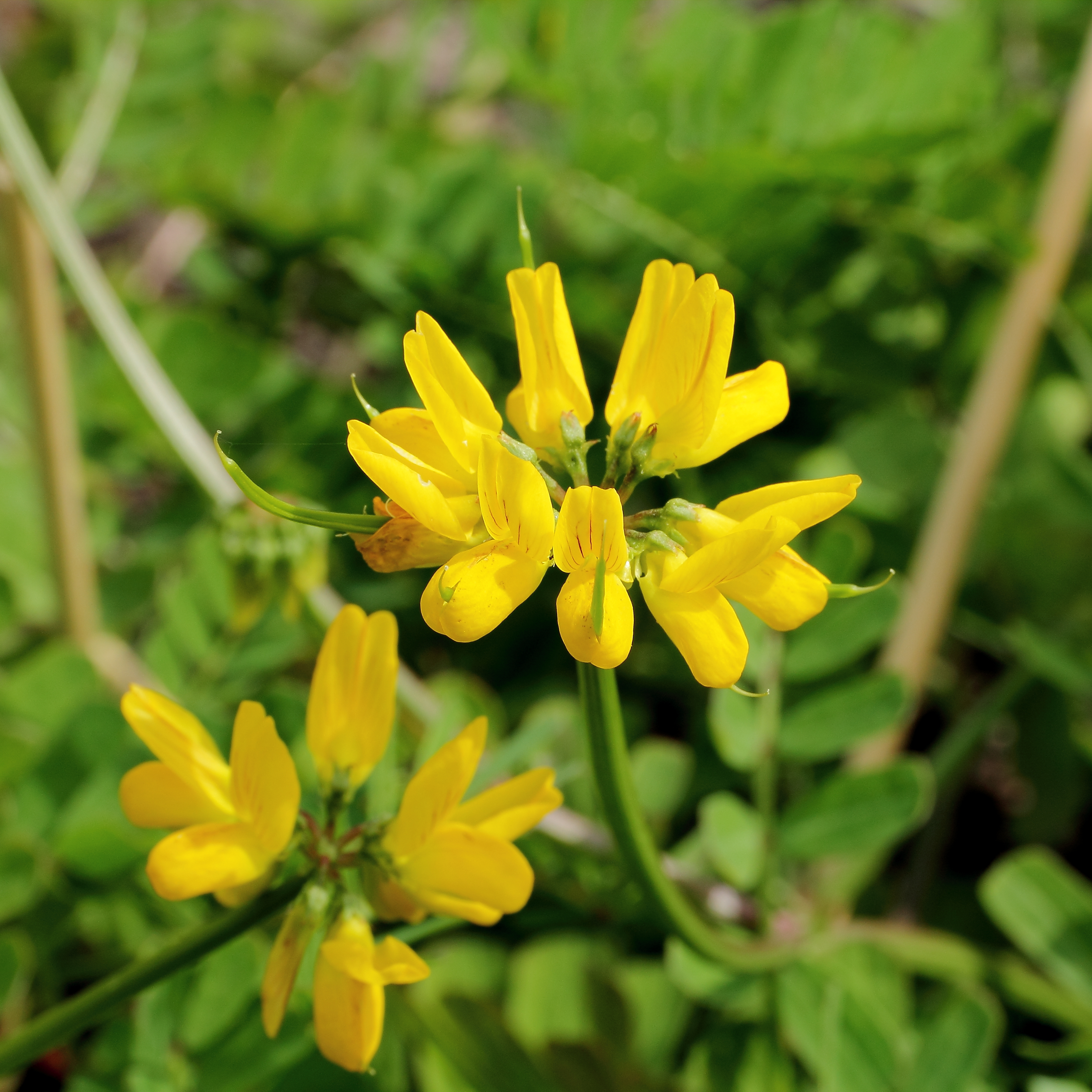